# Puerta del Sol

Puerta del Sol (sp. för solporten) är en av de mest kända och trafikerade platserna i Madrid. Den utgör 0-kilometermärket för det spanska riksvägsnätet. Här finns även de klockor vars klang markerar det traditionella ätandet av de tolv druvorna vid nyårsfirandet. Nyårsfirandet har direktsänts på spansk TV sedan 31 december 1962.
Puerta del Sol var ursprungligen en port i stadsmuren som omgärdade Madrid på 1400-talet. Utanför muren började medeltida förorter att växa runt 1100-talet. Namnet kommer från den stigande solen som utsmyckade porten, eftersom den vette åt öster.
Fast platsen från 1600-talet till 1800-talet hade betydelse som mötesplats – man slog sig ner på trappan till kyrkan San Felipe – så var det inte ett väldefinierat torg som Plaza Mayor, och upptog bara hälften av den nuvarande ytan.
Mellan 1600-talet och 1800-talet var området en betydande marknadsplats.
Direkt från Puerta del Sol utgår nio gator, bland vilka kan nämnas Alcalá och Calle Mayor. Via Calle del Arenal förbinds Puerta del Sol med torget Plaza de Isabel II.
Mellan 2004 och 2009 har metro-stationen byggts om och fått anslutning till pendeltågstrafiken Cercanías. Invigningen av den nya stationen ägde rum den 27 juni 2009. Hallen i stationen under mark har måtten 28 meter takhöjd, 207 meter lång och 20 meter bred. Ingången till stationen på torget vid Puerta del Sol har fått en igloo-liknande byggnad i glas, vilket har förändrat utseendet på platsen. Inne i stationen finns en klocka med en urtavla liknande den klassiska "nyårsklockan" ovan jord.

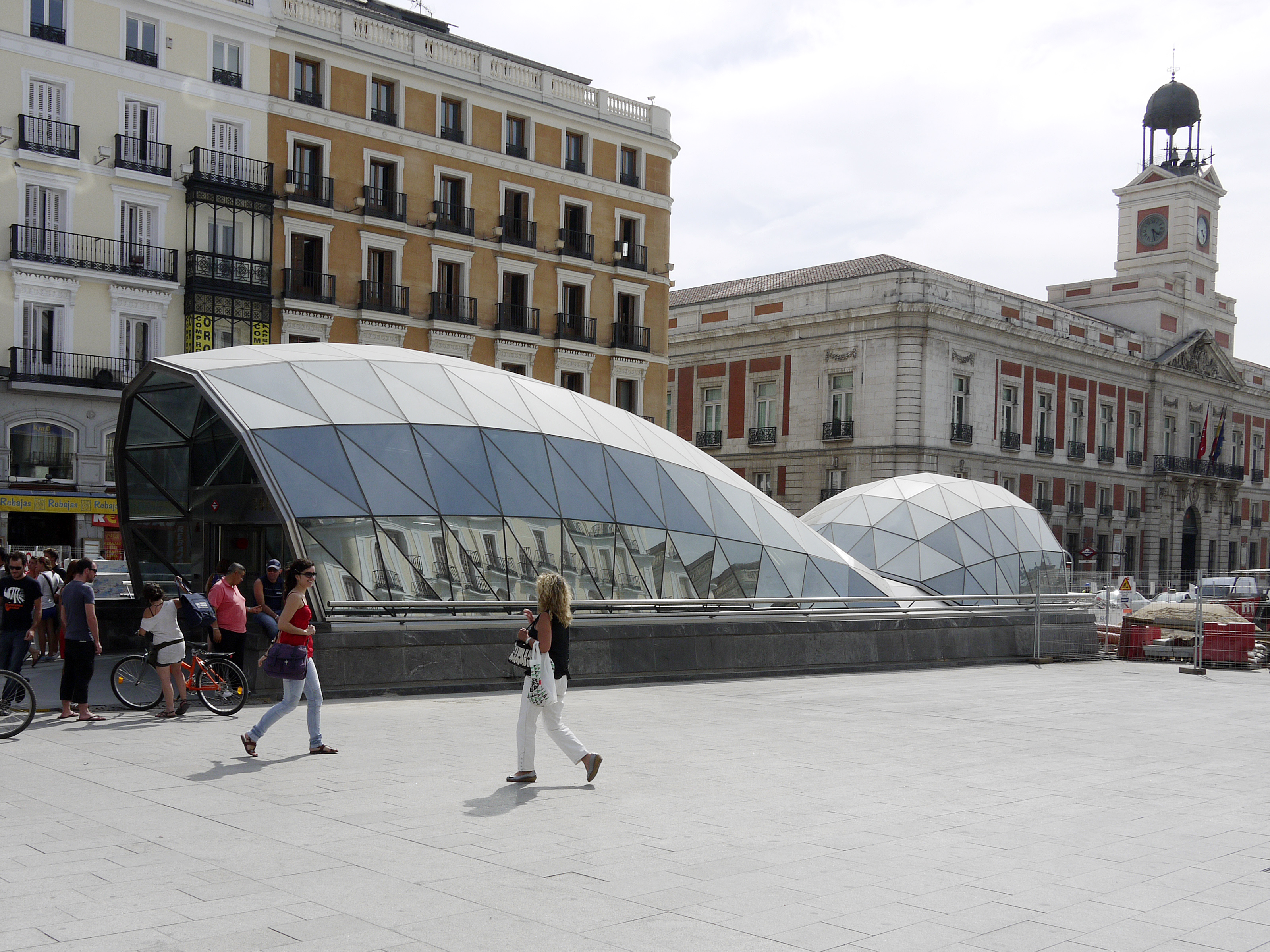
Den nya metrostationen
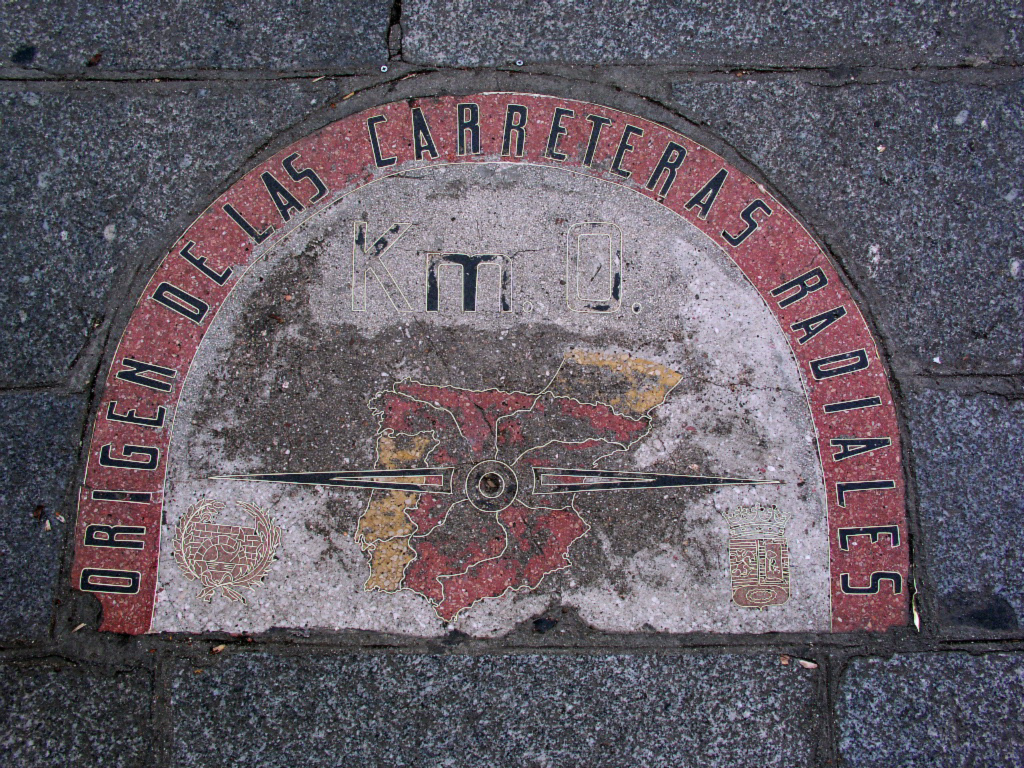
Kilometer 0 för spanska vägnätet
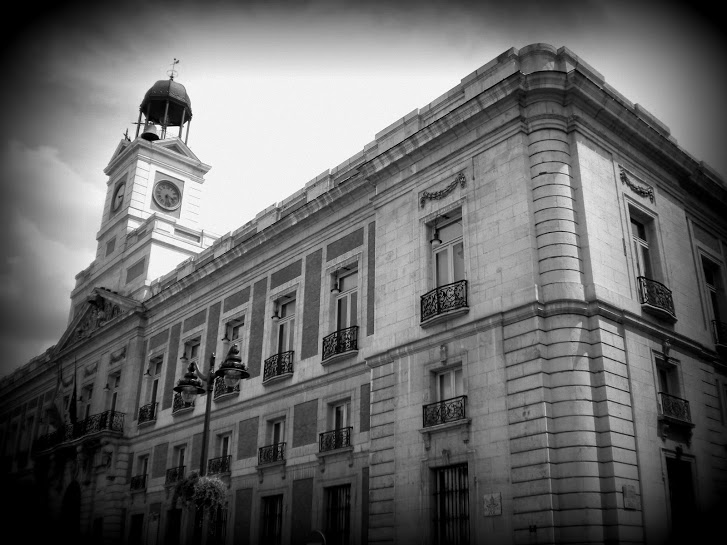
Puerta del Sol.
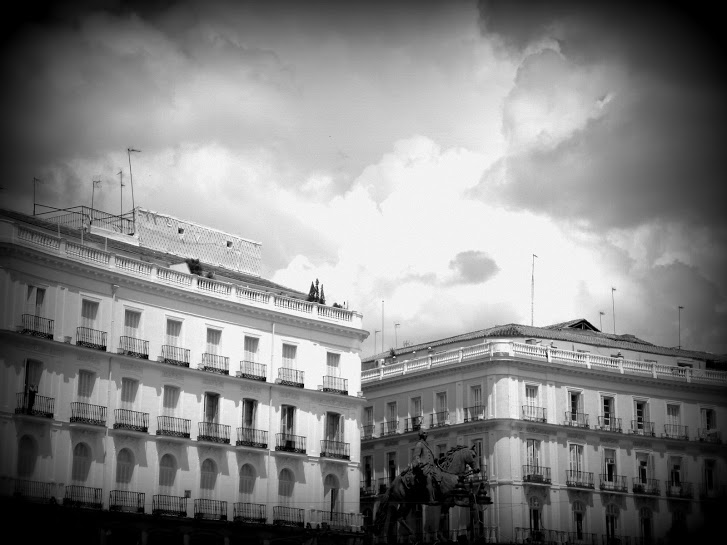
Puerta del Sol.
Puerta del Sol 1862
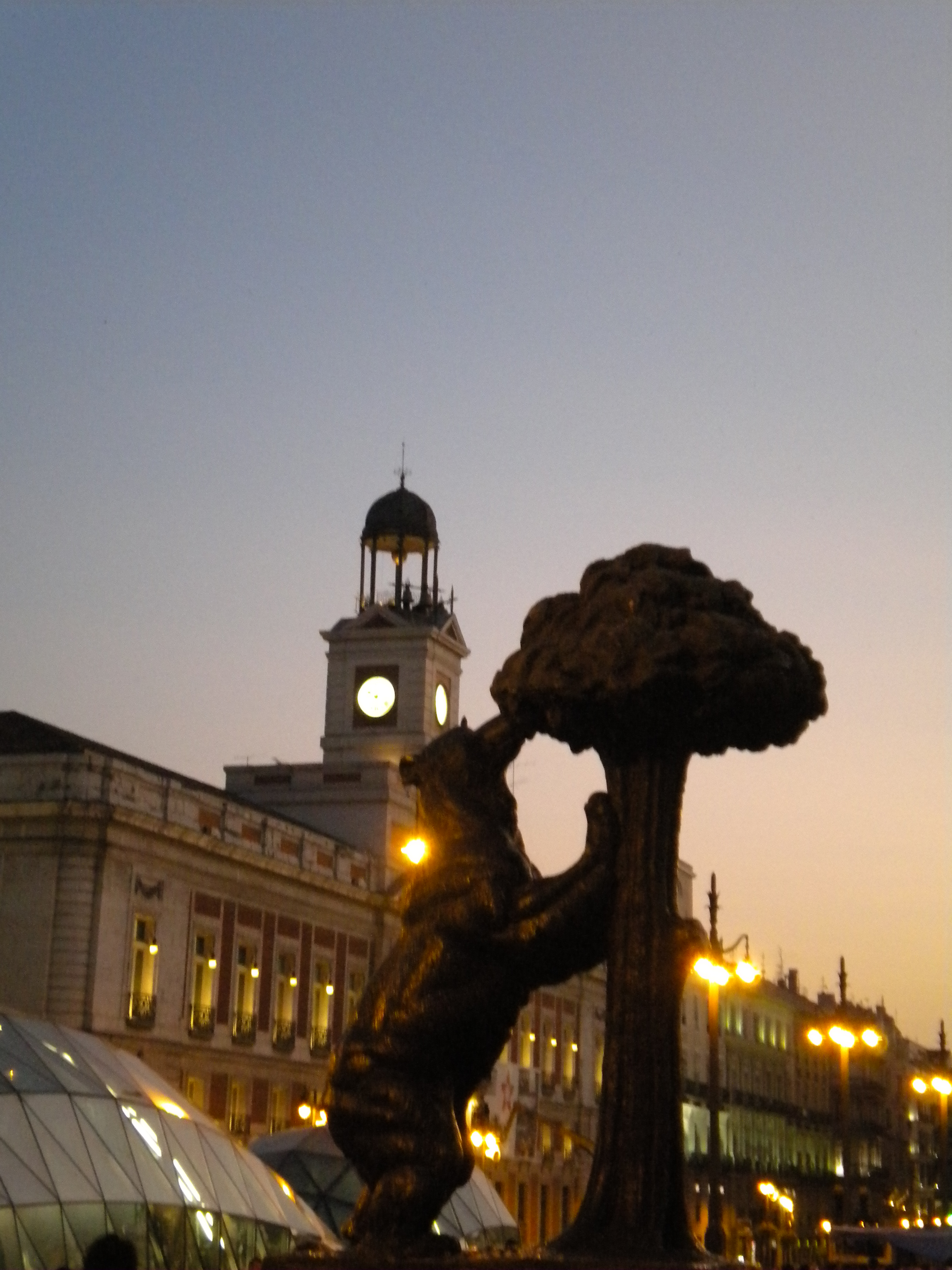
Puerta del Sol
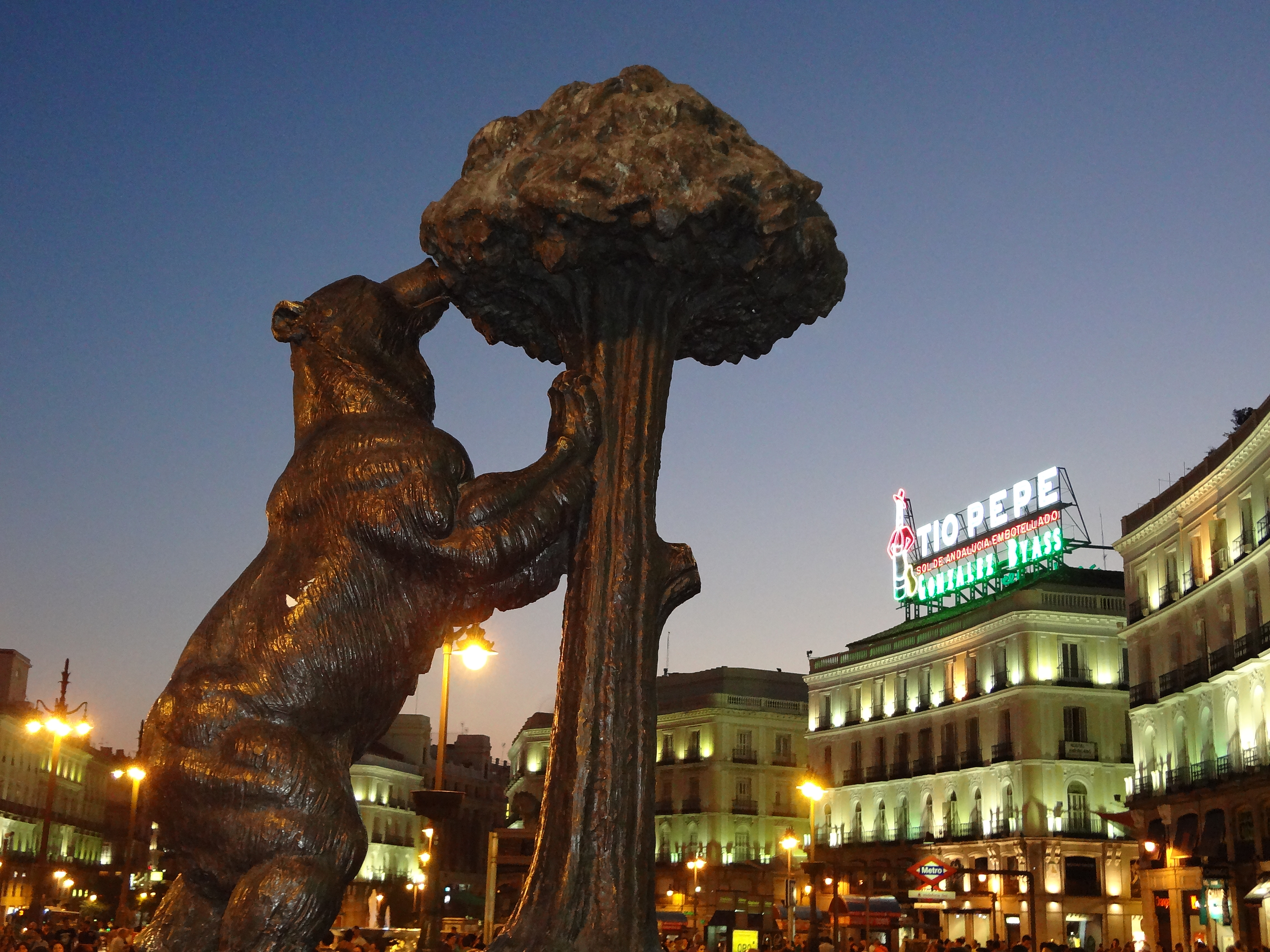
Puerta del Sol
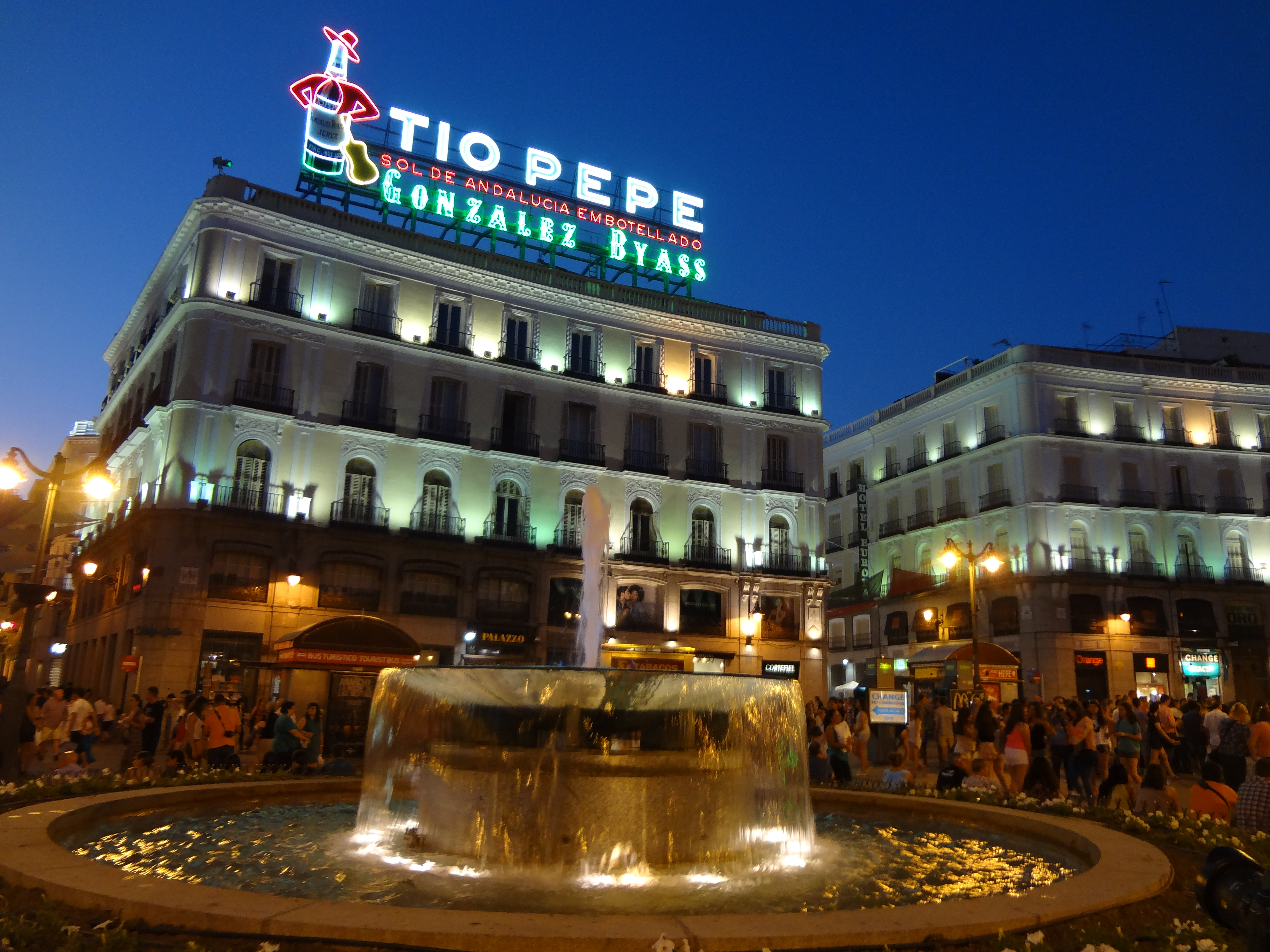
Puerta del Sol